# You Are a Supermodel
You are a Supermodel (in russo: Ты - супермодель) è un programma russo in onda su STS dal 2004 al 2007.
Lo show vedeva la partecipazione di alcune ragazze, aspiranti modelle, per vincere un contratto con la Point Models, un premio di 250000 $ e il titolo di You are a Supermodel.

## Edizioni
| Edizione | Premiere        | Vincitrice            | Seconda classificata             | Altre concorrenti | Numero di concorrenti | Destinazione    |
| -------- | --------------- | --------------------- | -------------------------------- | --- | --------------------- | --------------- |
| 1        | Gennaio 2004    | Kseniya Kahnovich     | Alexandra Oleynik                | Olga Sandrakova, Elena Umnova, Anastasiya Polunina, Nataliya Churayeva, Olga Shekhereva, Veronika Nerodub, Kseniya Pirozhkova & Varvara Serova, Anastasiya Salozubova & Evgeniya Tolstikova, Yuliya Oleynik & Yuliya Vorobieva                         | 14                    | San Pietroburgo |
| 2        | 29 gennaio 2005 | Svetlana Sergienko    | Arina Morozova                   | Kristina Andreeva, Alyona Tsepova, Ekaterina Borisova, Dariya Ivanova, Yuliya Ivanova, Anna Borodina, Svetlana Kostechko, Tatiyana Tanayeva, Nataliya Malyutina, Kseniya Khizhnyak, Anastasiya Titova                                                  | 13                    | Nessuna         |
| 3        | 15 gennaio 2006 | Tatiyana Pekurovskaya | Viktoriya Maruseva               | Olga Vyatkina & Polina Lynova, Olga Kagarlitskaya, Vera Kirienko (ritirata), Svetlana Zavialova, Olga Volkova, Maya Puzhaeva (ritirata), Ekaterina Lomachinskaya Elena Volkova, Aleksandra Gurkova, Elvira Teslina,, Aleksandra Kesova, Anna Petukhova | 15                    | Novosibirsk     |
| 4        | 6 ottobre 2007  | Tatiyana Krohina      | Alevtina Kuptsova Yuliya Kuchina | Marta Georgieva, Anna Belova, Dana Borisenko, Irina Tokareva, Anastasiya Bogushevskaya, Yuliya Zavyalova, Dariya Sverchkova, Lyudmila Krimer, Irina Galushkina, Aleksandra Lobanova                                                                    | 13                    | San Pietroburgo |